# Teories de l'èter
En física, les teories de l'èter proposen l'existència d'un medi, l'èter (del grec αἰθήρ, 'aire superior' o 'aire pur, fresc'), una substància o camp que omple l'espai i que es creu necessària com a medi de transmissió per la propagació de forces electromagnètiques o gravitatòries. Les diverses teories de l'èter comprenen les diferents concepcions del medi i substància. Aquest èter concebut a l'edat moderna té poc en comú amb l'èter dels elements clàssics, del qual el nom fou manllevat. Des del desenvolupament de la relativitat especial, les teories que fan ús de l'èter substancial ja no s'utilitzen en la física moderna, que el reemplaçen per models més abstractes.